# Bandjigali jezik
Bandjigali jezik (ISO 639-3: bjd; baarrundji, barindji, marrawarra, maruara), danas možda izumrli jezik kojim je 1981. (Wurm and Hattori 1981) govorila svega jedna osoba u australskoj državi New South Wales.
Govorio se sjeverozapadno, sjeverno i zapadno od White Cliffsa. Zajedno s jezikom darling čini skupinu Baagandji.

## Vanjske poveznice
- Ethnologue (14th)
- Ethnologue (15th)